# Franck Julien
Pour les articles homonymes, voir Julien.
Franck Julien est un homme politique monégasque. Il est membre du Conseil national depuis 2018.